# Браніштя (Сучава)
Браніштя (рум. Braniștea) — село у повіті Сучава в Румунії. Входить до складу комуни Фунду-Молдовей.
Село розташоване на відстані 355 км на північ від Бухареста, 68 км на захід від Сучави.

## Населення
За даними перепису населення 2002 року у селі проживали 130 осіб, з них 129 осіб (99,2%) румунів. Рідною мовою 129 осіб (99,2%) назвали румунську.